# Municipio de Moris
El Municipio de Moris es uno de los 67 municipios en que se divide el estado mexicano de Chihuahua. Su cabecera es el pueblo Moris.

## Toponimia
El nombre del municipio proviene del tarahumara moris, que significa «lugar de humo».

## Geografía
Moris se encuentra localizado en el extremo occidental del estado de Chihuahua, los límites con el estado de Sonora y en una las zonas más abruptas de la Sierra Madre Occidental. Tiene una extensión territorial de 2 219.70 km² que equivalen al 0.89% de la superficie total del estado.
Sus coordenadas geográficas extremas son 27° 57' - 28° 23' de latitud norte y 108° 24' - 109° 05' de longitud oeste; su altitud, debido a lo intrincado de su orografía, fluctúa entre un mínimo de 400 y un máximo de 2 500 metros sobre el nivel del mar.
Limita al noreste con el municipio de Temósachic, al este con el municipio de Ocampo y al sur con el municipio de Uruachi; al norte y al oeste sus límites corresponden al estado de Sonora, en particular con el municipio de Yécora al norte, y con el municipio de Rosario al oeste.

## Demografía
Según el Censo de Población y Vivienda de 2010 realizado por el Instituto Nacional de Estadística y Geografía, la población del municipio de Moris es de 5 312 habitantes, de los cuales 2 775 son hombres y 2 537 son mujeres.

### Localidades
En el censo de 2020 el municipio de Moris contaba con 98 localidades.
| Código INEGI      | Localidad         | Población (2020) |
| ----------------- | ----------------- | ---------------- |
| 080470001         | Moris             | 1 670            |
| Otras localidades | Otras localidades | 2 777            |
| Total municipal   | Total municipal   | 4 447            |

## Política
El gobierno del municipio el corresponde al Ayuntamiento, electo por voto popular, directo y secreto para un periodo de tres años no reelegibles de forma inmediata pero si de manera no continua, el ayuntamiento de acuerdo con el Código municipal de Chihuahua está integrado por el presidente municipal, el Síndico y un cabildo formado por cuatro regidores de mayoría; se eligen además regidores de representación proporcional cuyo número es fijado por la Ley Electoral. El Presidente municipal y los cuatro regidores son electos mediante una planilla, mientras que el síndico es designado mediante una elección uninominal. Todos entran a ejercer su cargo el día 10 de octubre del año de la elección.

### Subdivisión administrativa
Para su régimen interior, el municipio de Moris se encuentra dividido en dos secciones municipales: El Pilar y Bermúdez; su presidente seccional es electo mediante plebiscito popular organizado por el ayuntamiento y dura en su encargo tres años.

### Representación legislativa
Para la elección de Diputados al Congreso de Chihuahua y al Congreso de la Unión, el municipio de Moris se encuentra integrado de la siguiente manera:
Local:
- Distrito electoral local 13 de Chihuahua con cabecera en Guerrero.

Federal
- Distrito electoral federal 7 de Chihuahua con cabecera en Cuauhtémoc.[10]